# Pilchowice (Neder-Silezië)
Pilchowice (Duits:  Mauer) is een dorp in het Poolse woiwodschap Neder-Silezië.

## Bestuurlijke indeling
In de periode van 1975 tot aan de grote bestuurlijke herindeling van Polen in 1998 viel het dorp bestuurlijk onder woiwodschap Jelenia Góra, vanaf 1998 valt het onder woiwodschap Neder-Silezië, district Lwówecki en maakt deel uit van de gemeente Wleń.

## Stuwdam
In de jaren 1909-1912 is nabij Pilchowice een stuwdam gebouwd met een kunstmatig stuwmeer in de rivier de Bóbr, met een oppervlakte van 240 hectare voor de opwekking van waterkracht, De Waterkrachtcentrale heeft een totaal vermogen van 7,5 MW.